# Mariano Pernía
Mariano Andres Pernía Molina (Tandil, 4 maggio 1977) è un ex calciatore argentino naturalizzato spagnolo, di ruolo difensore.

## Biografia
È figlio del calciatore Vicente Pernía.

## Carriera

### Club
Ha iniziato la propria carriera nelle file del San Lorenzo. Nel 1999 è passato all'Independiente. Il 9 gennaio 2003 si è trasferito in prestito al Recreativo Huelva, club spagnolo. Il 21 luglio 2004 si è trasferito al Getafe. Ha militato nelle file del Getafe per due stagioni, totalizzando 72 presenze e 13 reti in campionato. Il 1º luglio 2006 si è ufficialmente trasferito all'Atlético Madrid. Dopo quattro stagioni nelle file dei Colchoneros per quattro stagioni, totalizzando 80 presenze e una rete in campionato. Nel settembre 2010 è passato al Nacional. L'8 gennaio 2011 ha firmato con il Tigre, club con cui ha concluso la propria carriera nel 2012.

### Nazionale
Nell'aprile 2006 ha ottenuto la cittadinanza spagnola. È stato inserito nella lista dei convocati per i Mondiali 2006, in sostituzione dell'infortunato Asier Del Horno. Ha debuttato in Nazionale il 7 giugno 2006, nell'amichevole Croazia-Spagna (1-2), gara in cui ha siglato la rete del momentaneo 1-1 al minuto 62. Ha totalizzato, con la selezione iberica, 11 presenze (di cui 3 ai Mondiali 2006) ed una rete.

## Statistiche

### Presenze e reti nei club
| Stagione                 | Squadra                  | Campionato               | Campionato | Campionato | Coppe nazionali | Coppe nazionali | Coppe nazionali | Coppe continentali | Coppe continentali | Coppe continentali | Altre coppe | Altre coppe | Altre coppe | Totale | Totale | Totale |
| Stagione                 | Squadra                  | Comp                     | Pres       | Reti       | Comp            | Pres            | Reti            | Comp               | Pres               | Reti               | Comp        | Pres        | Reti        | Pres   | Reti   |        |
| ------------------------ | ------------------------ | ------------------------ | ---------- | ---------- | --------------- | --------------- | --------------- | ------------------ | ------------------ | ------------------ | ----------- | ----------- | ----------- | ------ | ------ | ------ |
| 1997-1998                | San Lorenzo              | PD                       | 0          | 0          | -               | -               | -               | -                  | -                  | -                  | -           | -           | -           | 0      | 0      |        |
| 1998-1999                | San Lorenzo              | PD                       | 0          | 0          | -               | -               | -               | CM                 | 0                  | 0                  | -           | -           | -           | 0      | 0      |        |
| Totale San Lorenzo       | Totale San Lorenzo       | Totale San Lorenzo       | 0          | 0          |                 | -               | -               |                    | 0                  | 0                  |             | -           | -           | 0      | 0      |        |
| 1999-2000                | Independiente            | PD                       | 0          | 0          | -               | -               | -               | CM                 | 0                  | 0                  | -           | -           | -           | 0      | 0      |        |
| 2000-2001                | Independiente            | PD                       | 17         | 0          | -               | -               | -               | CM                 | 4                  | 0                  | -           | -           | -           | 21     | 0      |        |
| 2001-2002                | Independiente            | PD                       | 27         | 2          | -               | -               | -               | CM                 | 7                  | 0                  | -           | -           | -           | 34     | 2      |        |
| 2002-gen. 2003           | Independiente            | PD                       | 2          | 0          | -               | -               | -               | -                  | -                  | -                  | -           | -           | -           | 2      | 0      |        |
| Totale Independiente     | Totale Independiente     | Totale Independiente     | 46         | 2          |                 | -               | -               |                    | 11                 | 0                  |             | -           | -           | 57     | 2      |        |
| gen.-giu. 2003           | Recreativo Huelva        | PD                       | 19         | 2          | CR              | 5               | 0               | -                  | -                  | -                  | -           | -           | -           | 24     | 2      |        |
| 2003-2004                | Recreativo Huelva        | SD                       | 40         | 1          | CR              | 1               | 0               | -                  | -                  | -                  | -           | -           | -           | 41     | 1      |        |
| Totale Recreativo Huelva | Totale Recreativo Huelva | Totale Recreativo Huelva | 59         | 3          |                 | 6               | 0               |                    | -                  | -                  |             | -           | -           | 65     | 3      |        |
| 2004-2005                | Getafe                   | PD                       | 36         | 3          | CR              | 0               | 0               | -                  | -                  | -                  | -           | -           | -           | 36     | 3      |        |
| 2005-2006                | Getafe                   | PD                       | 36         | 10         | CR              | 1               | 1               | -                  | -                  | -                  | -           | -           | -           | 37     | 11     |        |
| Totale Getafe            | Totale Getafe            | Totale Getafe            | 72         | 13         |                 | 1               | 1               |                    | -                  | -                  |             | -           | -           | 73     | 14     |        |
| 2006-2007                | Atlético Madrid          | PD                       | 21         | 0          | CR              | 3               | 0               | -                  | -                  | -                  | -           | -           | -           | 24     | 0      |        |
| 2007-2008                | Atlético Madrid          | PD                       | 29         | 1          | CR              | 5               | 0               | Intertoto+UEFA     | 1+7                | 0+0                | -           | -           | -           | 42     | 1      |        |
| 2008-2009                | Atlético Madrid          | PD                       | 29         | 0          | CR              | 4               | 0               | UCL                | 5                  | 0                  | -           | -           | -           | 38     | 0      |        |
| 2009-2010                | Atlético Madrid          | PD                       | 1          | 0          | CR              | 1               | 0               | UCL+UEL            | 0+0                | 0+0                | -           | -           | -           | 2      | 0      |        |
| Totale Atlético Madrid   | Totale Atlético Madrid   | Totale Atlético Madrid   | 80         | 1          |                 | 13              | 0               |                    | 13                 | 0                  |             | -           | -           | 106    | 1      |        |
| 2010-gen. 2011           | Nacional                 | PDP                      | 7          | 0          | -               | -               | -               | -                  | -                  | -                  | -           | -           | -           | 7      | 0      |        |
| gen.-giu. 2011           | Tigre                    | PD                       | 9          | 1          | -               | -               | -               | -                  | -                  | -                  | -           | -           | -           | 9      | 1      |        |
| 2011-2012                | Tigre                    | PD                       | 0          | 0          | -               | -               | -               | -                  | -                  | -                  | -           | -           | -           | 0      | 0      |        |
| Totale Tigre             | Totale Tigre             | Totale Tigre             | 9          | 1          |                 | -               | -               |                    | -                  | -                  |             | -           | -           | 9      | 1      |        |
| Totale carriera          | Totale carriera          | Totale carriera          | 273        | 20         |                 | 20              | 1               |                    | 24                 | 0                  |             | -           | -           | 317    | 21     |        |

### Cronologia presenze e reti in nazionale
| Cronologia completa delle presenze e delle reti in nazionale ― Spagna | Cronologia completa delle presenze e delle reti in nazionale ― Spagna | Cronologia completa delle presenze e delle reti in nazionale ― Spagna | Cronologia completa delle presenze e delle reti in nazionale ― Spagna | Cronologia completa delle presenze e delle reti in nazionale ― Spagna | Cronologia completa delle presenze e delle reti in nazionale ― Spagna | Cronologia completa delle presenze e delle reti in nazionale ― Spagna | Cronologia completa delle presenze e delle reti in nazionale ― Spagna |
| Data                                                                  | Città                                                                 | In casa                                                               | Risultato                                                             | Ospiti                                                                | Competizione                                                          | Reti                                                                  | Note                                                                  |
| --------------------------------------------------------------------- | --------------------------------------------------------------------- | --------------------------------------------------------------------- | --------------------------------------------------------------------- | --------------------------------------------------------------------- | --------------------------------------------------------------------- | --------------------------------------------------------------------- | --------------------------------------------------------------------- |
| 7-6-2006                                                              | Ginevra                                                               | Croazia                                                               | 1 – 2                                                                 | Spagna                                                                | Amichevole                                                            | 1                                                                     |                                                                       |
| 14-6-2006                                                             | Lipsia                                                                | Spagna                                                                | 4 – 0                                                                 | Ucraina                                                               | Mondiali 2006 - 1º turno                                              | -                                                                     |                                                                       |
| 19-6-2006                                                             | Stoccarda                                                             | Spagna                                                                | 3 – 1                                                                 | Tunisia                                                               | Mondiali 2006 - 1º turno                                              | -                                                                     |                                                                       |
| 27-6-2006                                                             | Hannover                                                              | Spagna                                                                | 1 – 3                                                                 | Francia                                                               | Mondiali 2006 - Ottavi di finale                                      | -                                                                     |                                                                       |
| 15-8-2006                                                             | Reykjavík                                                             | Islanda                                                               | 0 – 0                                                                 | Spagna                                                                | Amichevole                                                            | -                                                                     | 68’                                                                   |
| 2-9-2006                                                              | Badajoz                                                               | Spagna                                                                | 4 – 0                                                                 | Liechtenstein                                                         | Qual. Euro 2008                                                       | -                                                                     |                                                                       |
| 22-8-2007                                                             | Salonicco                                                             | Grecia                                                                | 2 – 3                                                                 | Spagna                                                                | Amichevole                                                            | -                                                                     |                                                                       |
| 8-9-2007                                                              | Reykjavík                                                             | Islanda                                                               | 1 – 1                                                                 | Spagna                                                                | Qual. Euro 2008                                                       | -                                                                     | 8’ 26’                                                                |
| 12-9-2007                                                             | Oviedo                                                                | Spagna                                                                | 2 – 0                                                                 | Lettonia                                                              | Qual. Euro 2008                                                       | -                                                                     |                                                                       |
| 17-10-2007                                                            | Helsinki                                                              | Finlandia                                                             | 0 – 0                                                                 | Spagna                                                                | Amichevole                                                            | -                                                                     |                                                                       |
| 21-11-2007                                                            | Las Palmas                                                            | Spagna                                                                | 1 – 0                                                                 | Irlanda del Nord                                                      | Qual. Euro 2008                                                       | -                                                                     |                                                                       |
| Totale                                                                |                                                                       | Presenze                                                              | 11                                                                    |                                                                       | Reti                                                                  | 1                                                                     |                                                                       |

## Palmarès

### Club

#### Competizioni nazionali
- Campionato argentino di calcio: 1

Independiente: Apertura 2002

#### Competizioni internazionali
- UEFA Europa League: 1

Atletico Madrid: 2009-2010